# Malinche (serie)
Malinche es una miniserie mexicana producida por Bravo Films para Canal Once en 2018 basada en la vida de La Malinche, la intérprete del conquistador Hernán Cortés. La serie fue creada por Patricia Arriaga Jordán y escrita en conjunto con Monika Revilla y Javier Peñalosa, colaborando una vez más con los mismos escritores de la serie Juana Inés sobre la vida de Juana Inés de la Cruz también de Canal Once.
Está protagonizada por María Mercedes Coroy, José María de Tavira y Luis Arrieta, quienes encarnan a Malinche, Cortés y Gerónimo de Aguilar, respectivamente. También cuenta con las actuaciones de Daniel Villar, Josué Maychi y Gabriela Cartol, quienes interpretan a Juan Jaramillo de Andrade, Cuauhtémoc e Ixchel, respectivamente.
La serie fue rodada en lenguas originarias. Los subtítulos de distintos colores indican la lengua de la que se trata: náhuatl en blanco; maya en amarillo; popoluca en azul; totonaca en verde y latín en rosa.

## Sinopsis
Es 1519 y Malinche (aún sin ese nombre) es esclava en Tabasco. Cuando los mayas pierden la batalla contra los españoles, le dan a Cortés varias mujeres. Malinche se cuela entre ellas para escapar de la esclavitud bajo los mayas a la esclavitud bajo los españoles esperando que sea mejor y deseando que esa movilidad eventualmente la ayude a regresar a su tierra natal. Los españoles la bautizan "Marina". Cuando Malinche se da cuenta de que los españoles tienen problemas comunicándose con los pueblos locales, ve una oportunidad, pues ella hablaba maya y náhuatl. Así se convierte junto con Jerónimo de Aguilar, quien hablaba español y maya, la intérprete de Hernán Cortés. Espera que rindiendo sus servicios pueda eventualmente negociar su libertad y regresar a su pueblo.

## Elenco
- María Mercedes Coroy como La Malinche
- José María de Tavira como Hernán Cortés
- Luis Arrieta como Gerónimo de Aguilar
- Daniel Villar como Juan Jaramillo de Andrade
- Josué Maychi como Cuauhtémoc
- Gabriela Cartol como Ixchel

## Episodios
| N.º | Título                            | Dirigido por     | Escrito por             | Fecha de lanzamiento original |
| --- | --------------------------------- | ---------------- | ----------------------- | ----------------------------- |
| 1   | «Mauhcatiliztli (Miedo)»          | Julián de Tavira | Patricia Arriaga Jordán | 10 de noviembre de 2018       |
| 2   | «Tecpillahtolli (Palabra noble)»  | Julián de Tavira | Monika Revilla          | 17 de noviembre de 2018       |
| 3   | «Tlahtoani (Quien habla)»         | Julián de Tavira | Javier Peñalosa         | 24 de noviembre de 2018       |
| 4   | «Cáhuitl (Lo que nos va dejando)» | Julián de Tavira | Monika Revilla          | 1 de diciembre de 2018        |
| 5   | «Noconeuh (Mis hijos)»            | Julián de Tavira | Javier Peñalosa         | 8 de diciembre de 2018        |